# Ommatius pilosus
Ommatius pilosus là một loài ruồi trong họ Asilidae. Ommatius pilosus được White miêu tả năm 1916.